# Ґрабова (Великопольське воєводство)
Ґрабова (пол. Grabowa) — село в Польщі, у гміні Рихвал Конінського повіту Великопольського воєводства.
Населення — 158 осіб (2011).
У 1975-1998 роках село належало до Конінського воєводства.

## Демографія
Демографічна структура станом на 31 березня 2011 року:
|          | Загалом | Допрацездатний вік | Працездатний вік | Постпрацездатний вік |
| -------- | ------- | ------------------ | ---------------- | -------------------- |
| Чоловіки | 82      | 20                 | 53               | 9                    |
| Жінки    | 76      | 16                 | 43               | 17                   |
| Разом    | 158     | 36                 | 96               | 26                   |